# Бетилиении
Бетилиениите (gens Betiliena) са фамилия от Древен Рим.
Известни с това име:
- Бетилиен Бас, triumvir monetalis по времето на Август, вероятно е убит по нареждане на Калигула през 40 г.
- Луций Бетилиен Вар, архитект, построил акведукт и обществена сграда в Алетриум в Лацио.[1][2][3]